# Академічне веслування на літніх Олімпійських іграх 2020 — вісімки (жінки)
Змагання з академічного веслування у вісімках серед жінок на літніх Олімпійських іграх 2020 року відбувалися з 24 по 30 липня 2021 року на Веслувальному каналі Сі Форест. Змагалися 63 веслувальниці з 7 країн.

## Передумови
Це була 12-та поява цієї дисципліни на Олімпійських іграх. Її проводили на кожній Олімпіаді починаючи з 1976 року.

## Кваліфікація
Кожен Національний олімпійський комітет (NOC) може виставити в цій дисципліні не більш як одного човна (чотирьох веслувальниць). 7 квот розподілено таким способом:
- 7 через Чемпіонат світу 2019 року
- 2 через Фінальну кваліфікаційну регату

## Розклад
Розпочати змагання в цій дисципліні планували 25 липня, але через поганий прогноз погоди перенесли на день раніше. Змагання в цій дисципліні відбуваються впродовж семи окремих днів. Вказано час початку сесії. Під час однієї сесії можуть відбуватися змагання в кількох різних дисциплінах.
Вказано японський стандартний час (UTC + 9)
| Дата                         | Час   | Раунд             |
| ---------------------------- | ----- | ----------------- |
| Субота, 24 липня 2021 року   | 12:00 | Попередні запливи |
| Середа, 28 липня 2021 року   | 8:30  | Додатковий заплив |
| П'ятниця, 30 липня 2021 року | 8:45  | Фінал             |

## Результати

### Запливи

#### Заплив 1
| Місце | Веслувальниці | Країна                | Час     | Примітки |
| ----- | --- | --------------------- | ------- | -------- |
| 1     | Елла Ґрінслейд, Емма Дайк, Люсі Спурс, Келсі Бівен, Грейс Прендергаст, Керрі Говлер, Бет Росс, Джекі Ґовлер, Калеб Шеперд                    | Нова Зеландія (NZL)   | 6:07.65 | Q        |
| 2     | Ліза Роман, Кашя Ґручалла-Весєрскі, Крістін Роупер, Андреа Проске, Сюзанн Ґрейнджер, Медісон Мейлі, Сідні Пейн, Авалон Вейстніс, Крістен Кіт | Канада (CAN)          | 6:07.97 | Д        |
| 3     | Ван Цзифен, Ван Юйвей, Сюй Фей, Мяо Тянь, Чжан Мінь, Цзюй Жуй, Лі Цзінцзін, Гуо Ліньлінь, Чжан Дешан                                         | Китай (CHN)           | 6:10.77 | Д        |
| 4     | Фіона Ґаммонд, Сара Парфетт, Емілі Форд, Ребекка М'юзері, Кара Макмюртрі, Кетрін Даґлас, Ребекка Едвардс, Хло Брю, Матільда Горн             | Велика Британія (GBR) | 6:26.76 | Д        |

#### Заплив 2
| Місце | Веслувальниці | Країна          | Час     | Примітки |
| ----- | --- | --------------- | ------- | -------- |
| 1     | Джессіка Тоеннес, Шарлотт Бак, Джия Дунан, Брук Муні, Олівія Коффі, Реджіна Салмонс, Меган Мусніцькі, Крістін О'Браєн, Кейтлін Снайдер                         | США (USA)       | 6:08.69 | Q        |
| 2     | Марія-Магдалена Русу, Вівіана-Юліана Бежинаріу, Джорджана Деду, Марія Тіводаріу, Йоана Вринчану, Амалія Береш, Мадаліна Береш, Деніса Тилвеску, Даніела Друнча | Румунія (ROU)   | 6:09.95 | Д        |
| 3     | Женев'єв Гортон, Олімпія Олдерсей, Бронвін Кокс, Джорджия Паттен, Сара Га, Джорджина Ров, Катріна Веррі, Моллі Гудмен, Джеймс Рук                              | Австралія (AUS) | 6:18.95 | Д        |

### Потрапили до додаткового запливу
П'ять збірних потрапили до додаткового запливу; чотири перші кваліфікуються до фіналу.
| Місце | Веслувальниці | Країна | Час                   | Примітки |       |
| ----- | ------------- | --- | --------------------- | -------- | ----- |
| 1     | 4             | Марія-Магдалена Русу, Вівіана-Юліана Бежинаріу, Джорджана Деду, Марія Тіводаріу, Йоана Вринчану, Амалія Береш, Мадаліна Береш, Деніса Тилвеску, Даніела Друнча (c) | Румунія (ROU)         | 5:52.99  | Q, WB |
| 2     | 3             | Ліза Роман, Кашя Ґручалла-Весєрскі, Крістін Роупер, Андреа Проске, Сюзанн Ґрейнджер, Медісон Мейлі, Сідні Пейн, Авалон Вейстніс, Крістен Кіт (c)                   | Канада (CAN)          | 5:53.73  | Q     |
| 3     | 2             | Ван Цзифен, Ван Я, Сюй Фей, Мяо Тянь, Чжан Мінь, Цзюй Жуй, Лі Цзінцзін, Гуо Ліньлінь, Чжан Дешан (c)                                                               | Китай (CHN)           | 5:55.69  | Q     |
| 4     | 5             | Женев'єв Гортон, Олімпія Олдерсей, Бронвін Кокс, Джорджия Паттен, Сара Га, Джорджина Ров, Катріна Веррі, Моллі Гудмен, James Rook (c)                              | Австралія (AUS)       | 5:57.15  | Q     |
| 5     | 1             | Gammond, Brew, Емілі Форд, Ребекка М'юзері, Кара Макмюртрі, Даґлас, Ребекка Едвардс, Сара Парфетт, Матільда Горн (c)                                               | Велика Британія (GBR) | 6:05.26  |       |

### Фінал
| Місце | Веслувальниці | Країна | Час                 | Примітки |  |
| ----- | ------------- | --- | ------------------- | -------- |  |
| 1     | 2             | Ліза Роман, Кашя Ґручалла-Весєрскі, Крістін Роупер, Андреа Проске, Сюзанн Ґрейнджер, Медісон Мейлі, Сідні Пейн, Авалон Вейстніс, Крістен Кіт (c)                   | Канада (CAN)        | 5:59.13  |  |
| 2     | 3             | Елла Ґрінслейд, Емма Дайк, Люсі Спурс, Келсі Бівен, Грейс Прендергаст, Керрі Говлер, Бет Росс, Джекі Ґовлер, Калеб Шеперд (c)                                      | Нова Зеландія (NZL) | 6:00.04  |  |
| 3     | 6             | Ван Цзифен, Ван Юйвей, Сюй Фей, Мяо Тянь, Чжан Мінь, Цзюй Жуй, Лі Цзінцзін, Гуо Ліньлінь, Чжан Дешан (c)                                                           | Китай (CHN)         | 6:01.21  |  |
| 4     | 4             | Джессіка Тоеннес, Шарлотт Бак, Джия Дунан, Брук Муні, Олівія Коффі, Реджіна Салмонс, Меган Мусніцькі, Крістін О'Браєн, Кейтлін Снайдер (c)                         | США (USA)           | 6:02.78  |  |
| 5     | 1             | Женев'єв Гортон, Олімпія Олдерсей, Бронвін Кокс, Джорджия Паттен, Сара Га, Джорджина Ров, Катріна Веррі, Моллі Гудмен, James Rook (c)                              | Австралія (AUS)     | 6:03.92  |  |
| 6     | 5             | Марія-Магдалена Русу, Вівіана-Юліана Бежинаріу, Джорджана Деду, Марія Тіводаріу, Йоана Вринчану, Амалія Береш, Мадаліна Береш, Деніса Тилвеску, Даніела Друнча (c) | Румунія (ROU)       | 6:04.06  |  |